# Сант-Аньелло
Сант-Аньелло (итал. Sant'Agnello) — коммуна в Италии, располагается в регионе Кампания, в провинции Неаполь.
Население составляет 8421 человек (2008 г.), плотность населения составляет 2105 чел./км². Занимает площадь 4 км². Почтовый индекс — 80065. Телефонный код — 081.
Покровителем коммуны почитается святой Аньелло, празднование 14 декабря.

## Демография
Динамика населения:

## Администрация коммуны
- Официальный сайт: http://www.comune.sant-agnello.na.it/